# Wyspy Marshalla na Letnich Igrzyskach Olimpijskich 2024
Wyspy Marshalla na Letnich Igrzyskach Olimpijskich 2024 – występ kadry sportowców reprezentujących Wyspy Marshalla na igrzyskach olimpijskich, które odbyły się w Paryżu we Francji, w dniach 26 lipca – 11 sierpnia 2024.
Reprezentacja Wysp Marshalla liczyła czworo zawodników – dwie kobiety i dwóch mężczyzn, którzy wystąpili w 3 dyscyplinach.
Był to piąty start Wysp Marshalla na letnich igrzyskach olimpijskich.

## Reprezentanci

### Lekkoatletyka
| Zawodnik     | Konkurencja       | Runda 1  | Runda 1 | Runda 2  | Runda 2 | Półfinał | Półfinał | Finał    | Finał   | Źródło |
| Zawodnik     | Konkurencja       | Rezultat | Pozycja | Rezultat | Pozycja | Rezultat | Pozycja  | Rezultat | Pozycja | Źródło |
| ------------ | ----------------- | -------- | ------- | -------- | ------- | -------- | -------- | -------- | ------- | ------ |
| William Reed | bieg na 100 m (m) | 11.29    | 37.     | NQ       | NQ      | NQ       | NQ       | NQ       | NQ      | [ 1 ]  |

### Pływanie
| Zawodnik       | Konkurencja           | Eliminacje | Eliminacje | Półfinał | Półfinał | Finał | Finał | Źródło |
| Zawodnik       | Konkurencja           | Czas       | Poz.       | Czas     | Poz.     | Czas  | Poz.  | Źródło |
| -------------- | --------------------- | ---------- | ---------- | -------- | -------- | ----- | ----- | ------ |
| Kayla Hepler   | 50 m st. dowolnym (k) | 30.33      | 62.        | NQ       | NQ       | NQ    | NQ    | [ 2 ]  |
| Phillip Kinono | 50 m st. dowolnym (m) | 27.43      | 64.        | NQ       | NQ       | NQ    | NQ    | [ 3 ]  |

### Podnoszenie ciężarów
| Zawodnik      | Konkurencja | Rwanie | Rwanie  | Podrzut | Podrzut | Razem  | Pozycja | Źródło |
| Zawodnik      | Konkurencja | Wynik  | Pozycja | Wynik   | Pozycja | Razem  | Pozycja | Źródło |
| ------------- | ----------- | ------ | ------- | ------- | ------- | ------ | ------- | ------ |
| Mattie Sasser | -59 kg (k)  | 94 kg  | 12.     | 115 kg  | 10      | 209 kg | 10.     | [ 4 ]  |